# Antequera
Antequera település Spanyolországban, Málaga tartományban. Antequera Álora, Alameda, Valle de Abdalajís, Ardales, Campillos, Sierra de Yeguas, Fuente de Piedra, Humilladero, Mollina, Benamejí, Cuevas Bajas, Villanueva de Algaidas, Archidona, Villanueva del Rosario, Colmenar, Casabermeja, Villanueva de la Concepción és Almogía községekkel határos. Lakosainak száma 41 619 fő (2024).

## Népesség
A település népessége az elmúlt években az alábbi módon változott:
| Lakosok száma | 40 816 | 42 378 | 44 547 | 45 168 | 41 827 | 41 430 | 41 104 | 41 239 | 41 184 | 41 619 |
|               | 2001   | 2004   | 2007   | 2009   | 2012   | 2014   | 2017   | 2019   | 2022   | 2024   |